# Hyperbola hesperis
Hyperbola hesperis är en fjärilsart som beskrevs av László Anthony Gozmány. Hyperbola hesperis ingår i släktet Hyperbola och familjen äkta malar. Inga underarter finns listade i Catalogue of Life.